# Yponomeuta padella
La ragna del melo (Yponomeuta padella (Linnaeus, 1758)) è un lepidottero appartenente alla famiglia Yponomeutidae, presente in tutta la regione paleartica. Vive come parassita di varie piante, in particolare le Rosacee (melo, susino, biancospino, etc.).

## Descrizione

### Adulto
L'apertura alare è di circa 20 millimetri; le ali anteriori sono bianche con punti neri, quelle posteriori sono grigie con frange.

### Larva
Le larve di Y. padella sono all'inizio giallo-verdi, poi, maturando, diventano giallo-grigie. Hanno la testa nera e sulla loro schiena c'è una doppia fila di punti neri.

## Biologia
Gli adulti escono dal bozzolo tra giugno e luglio, e volano nelle ore serali. Le femmine depongono gruppi di 25-50 uova sui rametti della pianta; le uova sono sovrapposte fra loro come le tegole di un tetto. Appena deposte, le uova hanno una colorazione gialla, che con il tempo diventa rossa vinacea.
Le larve nascono ad agosto; tuttavia, esse non escono all'aperto, ma forano la parete del corion rivolta verso il ramo; esse rodono la corteccia in corrispondenza della zona coperta dal corion; quest'ultimo viene ispessito dalla seta prodotta e dal materiale eroso dalla corteccia. Le larve svernano all'interno di questo rifugio da esse costruito e in primavera compiono la prima muta; dopodiché, esse fuoriescono forando il corion, raggiungono in massa una foglia e scavano delle gallerie all'interno di essa, passando di foglia in foglia (una covata intacca 4-5 foglie).
In seguito esse compiono anche la seconda muta e cominciano a mangiare l'epidermide ed il mesofillo di nuove foglie; qui costruiscono dei nidi esterni, unendo i residui delle foglie con fili sericei. Non appena il materiale trofico si esaurisce, esse abbandonano il nido, lasciando dietro di sé escrementi neri, fili sericei e frammenti di foglie.
All'inizio di giugno, esse si rinchiudono in bozzoli bianchi a forma di fuso.

### Antagonisti
Esistono vari antagonisti naturali di H. padellus:
- Rincoti: Antocoridi e Miridi (predatori di uova, larve e crisalidi)[2][3]
- Calcididi (parassiti oofagi ed endofagi larvali)[1][2][3]
- Imenotteri Icneumonidi (parassiti)[1][2][3]
- Ditteri Tachinidi (parassiti di larve e crisalidi)[1][2][3]
- Agria mamillata (quando è allo stato di larva, aggredisce le larve e le crisalidi dell'H. padellus)[1][2][3]

### Danni
Le larve dell'Y. padellus divorano le foglie della pianta ospite, arrivando a defoliarla quasi del tutto, con seria compromissione dello stato vegetativo e della produzione dei frutti. Attacca prevalentemente piante o isolate o in frutteti di collina e montagna; raramente attacca piante in frutteti posizionati in pianura, in quanto questi sono regolarmente sottoposti a trattamenti con insetticidi.

### Metodi di lotta
Contro l'Y. padellus spesso sono efficaci i trattamenti usati contro altri parassiti.
Per un trattamento specifico, è utile in piante basse raccogliere, in primavera, le foglie intaccate.
Varie sostanze sono usate per attaccare l'Y. padellus:
- Oli minerali addizionati a dinitro-cresoli o ad Esteri fosforici[1]
- Arsenico[1]
- Sevin[1]
- Bacillus thuringiensis[2]
- Azinfos-metile[3]
- Diazinone[3]
- Acefate[3]
- Fenitrotion[3]
- Fosalone[3]